# Тшемошна
Тшемошна (пол. Trzemoszna) — село в Польщі, у гміні Конське Конецького повіту Свентокшиського воєводства.
Населення — 218 осіб (2011).
У 1975-1998 роках село належало до Келецького воєводства.

## Демографія
Демографічна структура на день 31 березня 2011 року:
|          | Загалом | Допрацездатний вік | Працездатний вік | Постпрацездатний вік |
| -------- | ------- | ------------------ | ---------------- | -------------------- |
| Чоловіки | 104     | 25                 | 64               | 15                   |
| Жінки    | 114     | 28                 | 62               | 24                   |
| Разом    | 218     | 53                 | 126              | 39                   |